# Streuung (Marketing)
Unter Streuung im Bereich des Marketing bezeichnet man die Verteilung einer Werbemaßnahme an die Empfänger. Die Streuung unterteilt man dabei in zwei Teilbereiche:
- Zufallsstreuung: Bei der Zufallsstreuung oder auch Massenverteilung erfolgt die Verteilung der Werbebotschaft nach geografischen Gesichtspunkten wie z. B. der Abdeckung eines gesamten Nielsen-Gebietes, einer Stadt oder eines Straßenzuges, hierzu zählen meist Postwurfsendungen.
- Gezielte Streuung: Im Gegensatz zur Zufallsstreuung wird hierbei im Vorfeld versucht, die Zielgruppe so genau wie irgendwie möglich zu definieren und zu selektieren. So sollen im Idealfall Streuverluste gänzlich vermieden werden, beispielsweise ist meist Internetwerbung durch umfangreiche Trackingmethoden relativ genau auf den Konsumenten abgestimmt.[1]

Streuverlust bezeichnet Adressaten, die durch belegte Werbeträger zwar mit einer Werbekampagne erreicht werden, die aber nicht zur definierten Zielgruppe gehören. Dies stellt eine kostenträchtige Fehlstreuung dar und ist zu vermeiden. Um die Streuverluste einer Werbeanzeige zu minimieren, sind bestimmte Maßnahmen vor der Schaltung einer Werbung von entscheidender Bedeutung. Dazu gehört insbesondere eine gründliche Zielgruppenanalyse und -segmentierung. Durch diese Analyse können spezifische Merkmale und Interessen der Zielgruppe identifiziert werden, was es ermöglichen soll, die Werbung präzise auf diese auszurichten.
Ziel eines marketingtechnischen Streuplans ist es diese Streuverluste möglichst gering zu halten, beispielsweise durch Teiladressierung.